# Carmen Laffón
Carmen Laffón de la Escosura (Sevilla, 8 de octubre de 1934 - Sanlúcar de Barrameda, Cádiz, 7 de noviembre de 2021), fue una pintora y escultora figurativa española. Gran Cruz de la Orden Civil de Alfonso X el Sabio, Premio Nacional de Artes Plásticas y académica de la Real Academia de Bellas Artes de San Fernando. Recibió el nombramiento de Hija Predilecta de Andalucía en el año 2013.

## Biografía

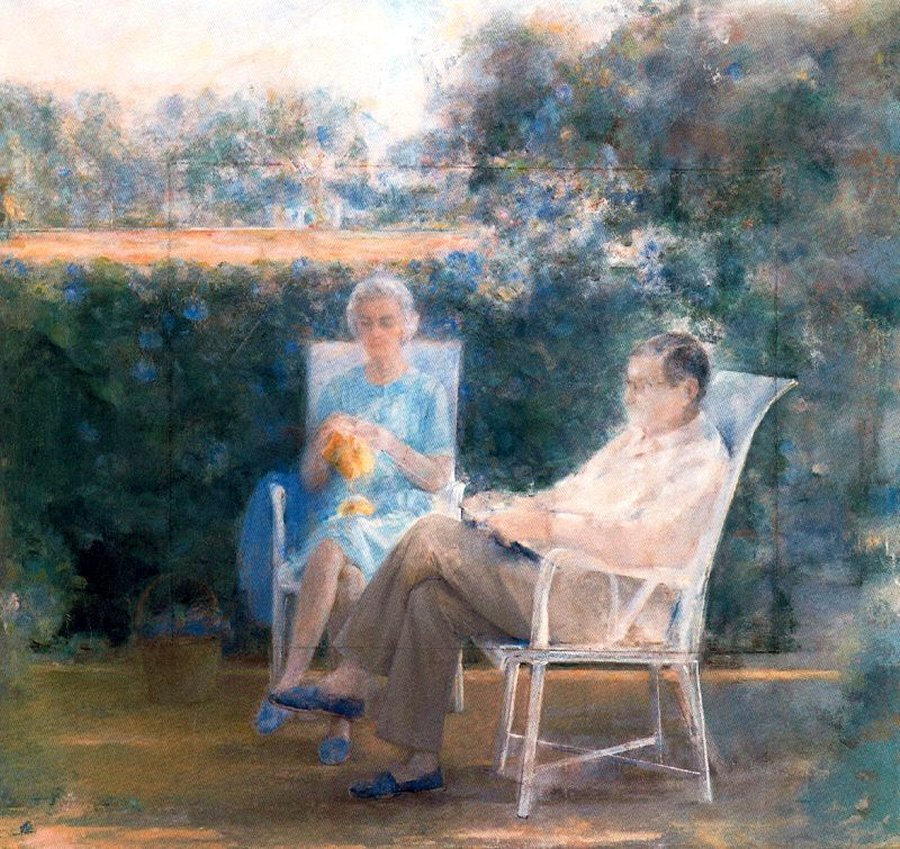
En Santa Adela. Mis padres en el jardín, Carmen Laffón, 1978-1995

Nació en Sevilla, España, en 1934. Sus padres se conocieron en la Residencia de Estudiantes de Madrid. Fue la primera mujer que ingresó en la Real Academia de Bellas Artes de San Fernando, en el año 2000, dando un bello discurso llamado Visión de un Paisaje, en el que hacía un recorrido a lo largo de su vida.

### Estilo artístico
Nació en plena guerra civil española, pero Carmen es una de las representantes artísticas de la segunda mitad del siglo XX. Vivió la dictadura franquista, pero también su fin y la entrada del país en la democracia y en la Unión Europea; es por ello que la tranquilidad de sus obras marca un fuerte contraste con la realidad social del momento, llena de conflictos y cambios bruscos. 
Se caracterizaba por pintar “lo que siente”, resultando en una producción intimista y muy unida a su vida personal. Si bien presenta una cierta variedad de técnicas y temas (escultura, grabado, retrato, paisaje, bodegón…), las sensaciones que transmite a través de la pintura se mantienen en todos ellos. Carmen habla con sus pinturas y parece que se escuchan sus pensamientos, que perciben sus sentimientos cuando se mira dentro de los ojos de sus retratos, o de alguno de sus vastos paisajes. 
Tenía un gran interés por los placeres sencillos, la cotidianidad y la simpleza, lo cual se refleja en las actividades que realizan los personajes de sus cuadros, así como sus calmados paisajes. La elaboración de sus piezas solía llevarle mucho tiempo y la evolución de la pintura se aprecia en su calidad y estilo.
La luz juega un papel clave en la totalidad de la producción de esta artista, y es probablemente lo más llamativo. Por lo general, combina sus dos puntos más fuertes: el paisaje con su personal particularidad; y la figuración, mediante la que las formas se aprecian con mucha claridad, pese a la difuminación de la atmósfera y la luz clara y blanca. Los colores y objetos se integran, y complementan a la perfección el fondo, por lo que podríamos decir que compone un único espacio que parece estar congelado en el tiempo.

### Trayectoria artística
Sus inicios en la pintura tuvieron lugar a los 12 años de la mano del pintor Manuel González Santos, amigo de la familia y antiguo profesor de dibujo de su padre, por cuya indicación ingresa en la Escuela de Bellas Artes de Sevilla, a los 15 años de edad. Tras cursar estudios en esta institución durante tres años se traslada a Madrid, en cuya Escuela de Bellas Artes finaliza su carrera. En ese mismo año, 1954, hizo su viaje de fin de estudios a París, donde quedó especialmente impresionada por la obra de Marc Chagall. Al año siguiente realizó una estancia de estudios en Roma con una beca del Ministerio de Educación. Sus viajes a Viena y Holanda fueron también hitos importantes en esos años de formación.
A su regreso a Sevilla en 1956 continuó pintando en la casa de verano familiar en La Jara, frente al Coto de Doñana, que acabará siendo el lugar central de su actividad artística. En 1958 realizó sus dos primeras exposiciones individuales, una en el Ateneo de Madrid y la otra en el Club La Rábida de Sevilla. Entre 1960 y 1962 residió en Madrid. En 1961 conoció a Juana Mordó, quien se interesó vivamente por su obra y le ofreció un contrato con la galería Biosca. La relación con Juana Mordó seguiría más tarde cuando esta montó su propia galería. En el grupo de artistas que trabajaba para Mordó se encontraban muchos de los nombres más importantes de la pintura española de la época: Manuel Millares, Antonio Saura, José Luis Mauri, Lucio Muñoz, Eusebio Sempere, Manuel Hernández Mompó, Pablo Palazuelo, Gustavo Torner, Fernando Zóbel, Jaime Burguillos y Antonio López, el único figurativo de toda la lista. El modo de pintar de Carmen Laffón era enormemente distinto de la abstracción que imperaba en los círculos creativos de España en aquel momento, en los que los artistas de Juana Mordó tenían un puesto preponderante.
En 1962 regresó a Sevilla pero continuó su relación con Juana Mordó. Con la creación en 1967 de la escuela El Taller, junto a Teresa Duclós y José Soto, Carmen Laffón se acercó al mundo de la enseñanza artística, al que volverá años más tarde al incorporarse en 1975 a la Cátedra de Dibujo del Natural de la Escuela de Bellas Artes de Sevilla, donde permanecerá hasta 1981. En 1982 recibió el Premio Nacional de Artes Plásticas.
En 1991 fue presidenta del jurado del Premio Durán de pintura, en el que también era jurado Antonio Manuel Campoy. El primer premio ese año lo ganó el pintor Santos Hu, representante del Realismo Onírico.
En 1998 fue nombrada académica de la Real Academia de Bellas Artes de San Fernando de Madrid. El 16 de enero de 2000 pronunció el discurso de ingreso titulado "Visión de un paisaje" que versó sobre su relación con Sanlúcar de Barrameda y el Coto de Doñana. Vivía entre Sanlúcar de Barrameda y Sevilla y admiraba enormemente a Mark Rothko.
«El Guadalquivir es el río de Sevilla, mi ciudad de nacimiento, que me lleva a Sanlúcar de Barrameda, mi otra ciudad, donde comencé a pintar y a soñar».
En 2007 expuso en la cripta del claustro del Monasterio de Silos su obra "La Viña", inspirada por la viña que cuidaba como si fuera un jardín en su residencia de La Jara. Esta exposición consistió en un óleo homenaje a Santo Domingo, dibujos de gran formato sobre el paisaje de la viña de Santa Adela, en La Jara, y otros en torno al tema de la viña y la vendimia, así como una escultura en escayola, posteriormente adquirida por el Museo Nacional Centro de Arte Reina Sofía de Madrid, y dieciocho canastas de bronce en clara referencia a las faenas de la vendimia.
En 1992 tuvo lugar en el Museo Reina Sofía de Madrid una exhaustiva exposición retrospectiva de Laffón, que recorrió, prácticamente, la totalidad de su carrera artística. Su obra, realizada principalmente con las técnicas del carboncillo, el pastel y el óleo, abarca el retrato (ha realizado sendos retratos de los reyes de España, Juan Carlos I y Sofía de Grecia), la naturaleza muerta, los objetos cotidianos y, de manera muy especial, el paisaje. Sus vistas del Coto de Doñana son un verdadero prodigio de depuración estilística y de intensidad estética. Desde mediados de los 90 Carmen Laffón explora el mundo de la escultura.

### Museos
Tiene obra en:
- Banco de España
- Banco de Santander
- Museo de Arte Abstracto de Cuenca.
- Colección Arte del siglo XX. Donación Eusebio Sempere. Alicante
- Fundación Juan March
- Museo Nacional Centro de Arte Reina Sofía
- Fundación Aena
- Caja de Burgos
- Fundación Casa de la Moneda. Madrid
- MUICO. Museo Colecciones ICO, Madrid
- Museo Provincial de Jaén

- Centro Andaluz de Arte Contemporáneo. Sevilla
- Museo de Arte Contemporáneo Helga de Alvear.[12]

### Exposiciones
Algunas exposiciones realizadas:
- Ateneo de Madrid 1958
- Sala Biosca Madrid 1961
- Galería La Pasarela Sevilla 1966
- Galería Juana Mordó Madrid 1967
- Galería Juana de Aizpuru Sevilla 1978
- Galería Maese Nicolás León 1980
- Museo Nacional Reina Sofía 1992
- Fundación Focus Exposición retrospectiva 1995
- Casa de la Moneda de Madrid 2000
- Doce artistas en el Museo del Prado (mayo-junio de 2007).

## Premios y reconocimientos
- Gran Cruz de la Orden Civil de Alfonso X el Sabio.[1]
- 1982, Premio Nacional de Artes Plásticas.[8]
- 1999, Medalla de Oro al mérito en las Bellas Artes.[8]
- 2013, Hija Predilecta de Andalucía.[8]
- Premio Manuel Clavero.[10]
- Premio Tomás Francisco Prieto de la Fundación Casa de la Moneda.[13]
- Doctora honoris causa por la Universidad de Jaén (2022) [14]